# Махмуд Ялавач
Махмуд Ялавач (*д/н — 1254) — державний та фінансовий діяч Монгольської імперії.

## Життєпис
За походженням був согдійцем або хорезмійцем. Спочатку займався торгівлею з імперією Цзінь та монгольськими держави. З устворенням єдиного Монгольського улусу на чолі із Чингісханом перейшов до нього на службу. У 1218 році входив до складу посольства до хорезмшаха Мухаммеда II. В подальшому виконував дипломатичні та шпигунські завдання Чингісхана під час підкорення Держави Хорезмшахів.
Після підкорення Хорезму у 1221 році стає відкупником в Мавераннахрі,. На цій посаді здобуває значні статки. У 1220-х років затоваришував з Угедеєм, який у 1229 році став новим каганом імперії. Того ж року призначений сагіб-диваном (начальником фінансів) Чагатайського улусу й намісником Мавераннахру. На цій посаді провів податкову реформу, впровадивши поголовний податок (на кожну особу) — «кубчір» та сільськогосподарський податок — «калан». Водночас Ялавач забезпечив для Угедея фактичне керування Чагатайським улусом в обхід самого Чагатая.
Невдовзі став збирати податки удвічі більші за попередні. Це викликало невдоволення населення, яке повстало на чолі із Махмудом Тарабі в Бухарі 1238 року. Невдовзі його було придушено. Проте Чагатай скористався ситуацією задля зняття Махмуда Ялавача з посади намісника Мавераннахра. Угедей вимушений був погодитися з цим, проте домігся призначення сагіб-диваном сина Ялавача — Масуд-бека.
Слідом за цим Махмуда Ялавача було призначено очільником фінансів імперії. Після смерті Угедея у 1241 році влада перейшла до його удови Торогене-хатун, яка під впливом фаворитів намагалася віддати Махмуда Ялавача під суд. Той вимушений був тікати в Ганьсу, де правив Годан, син Угедея. Той взяв під охорону Махмуда.
У 1246 році зі сходженням на трон Гуюка Махмуда Ялавача відновлюють на посаді. Проте вже після смерті великого кагана у 1248 році він втрачає посаду фінансиста. За часів великого кагана Мунке призначається у 1251 або 1252 році губернатором Даду (сучасний Пекін). Помер на цій посаді.